# Сад орхидей (Пуэрто-де-ла-Крус)
Сад орхидей Пуэрто-де-ла-Крус (исп. Jardín Sitio Litre) — самый старый по времени своего основания частный ботанический сад на Тенерифе. Расположен в городе Пуэрто-де-ла-Крус. Являясь до сегодняшнего дня частным поместьем, сад открыт для посетителей.

## История
Поместье, основанное вместе с садом в 1730 году в течение 44 лет действовало как католический монастырь. Современное название (исп. Jardín Sitio Litre) происходит от имени первого владельца Арчибальда Литтла, купившего особняк в 1774 году и осуществившего перепланировку сада в соответствии с английскими образцами.
В 1852 году поместье было приобретено Чарльзом Смитом и принадлежало семье до 1996 года, когда предприниматель Джон Лукас выкупил его и открыл для широкой публики.
На протяжении более 250 лет поместье играло роль места отдыха аристократии, посещавшей остров Тенерифе. В особняке останавливались: барон Александр фон Гумбольдт, Чарлз Пьяцци Смит, Агата Кристи, Ричард Фрэнсис Бёртон, Марианна Норт, Уильям Уайльд и другие.